# Trichipteris gardneri
Trichipteris gardneri là một loài dương xỉ trong họ Cyatheaceae. Loài này được Hook. R.M. Tryon mô tả khoa học đầu tiên năm 1970.